# Кислово (Псковский район)
Кислово — деревня в Тямшанской волости Псковского района Псковской области России.
Расположена в 11 км к юго-западу от центра города Пскова и в 7 км к востоку от деревни Тямша.

## Население
| 2001 | 2002 | 2010 |
| ---- | ---- | ---- |
| 7    | ↘5   | ↗16  |